# Nesopupa baldwini
Nesopupa baldwini је пуж из реда Stylommatophora и фамилије Pupillidae. 

## Угроженост
Подаци о распрострањености ове врсте су недовољни.

## Распрострањење
Сједињене Америчке Државе (само Хаваји) су једино познато природно станиште врсте.

## Станиште
Врста Nesopupa baldwini има станиште на копну.